# Rica-rica
Rica-rica, às vezes chamado simplesmente de rica, é um tipo de bumbu (mistura de temperos) da culinária de Manado, no Norte de Sulawesi, Indonésia. Rica-rica usa pedaços grandes ou pó de pimentas chili vermelhas e verdes, pimenta olho-de-pássaro, chalotas, alho, gengibre e uma pitada de sal e açúcar. Todos esses temperos são cozidos em óleo de coco, e posteriormente misturados com folhas de limoeiro, capim-limão e suco de limão. Na Indonésia, é um tempero popular quente e picante para ser servido com diversos tipos de carnes vermelhas, frango ou frutos do mar grelhados.

## Variantes
O prato pode ser preparado com diversos ingredientes principais. Na culinária de Manado, geralmente é feito a partir de peixes e frutos do mar variados, que são importantes para a cozinha local, mas também usa-se frango, pato e porco. Além disso, os minahasa cozinham animais exóticos seguindo a preparação do rica-rica, incluindo morcegos, raposas-voadoras, cobras e cachorros.  Essas variedades não são populares em outras partes do país, especialmente porque a população da Indonésia é majoritariamente muçulmana e, portanto, seguem as regras dietárias da religião, enquanto a maior parte dos minahasa são adeptos do cristianismo. No entanto, rica-rica feito de carne de frango, pato, peixe e camarão se tornaram populares por toda a extensão do país.
Além das pimentas e do alho, também podem ser usados na receita noz-da-Índia, citronela, molho de soja e leite de coco. Após a preparação, pode-se finalizar o prato adicionando pedaços de cebola, hortaliças, tomates verdes e abacaxi.
Algumas versões do prato usam pequenas doses de vinagre ou de suco de limão para finalizar e aromatizar.
Os tipos mais populares do prato são:
- ayam rica-rica: feito com frango e suco de laranja [7]
- bebek rica-rica: feito com carne de pato (bebek), geralmente pato-selvagem [8]
- ikan mas rica-rica: feito com variedades de carpa. O prato é popular em toda a Indonésia.[9]
- sapi rica-rica: feito com carne bovina, em geral cortes de músculo dianteiro e traseiro.[10]
- babi rica-rica: feito com carne suína. Pelas regras dietárias do Islã, não é permitido aos seguidores da religião que estes comam carne de porco; portanto, essa variedade de rica-rica é consumida apenas nas partes da Indonésia de maioria não-muçulmana.[11]
- paniki rica-rica: feito com carne de morcego-da-fruta. [2]

### Rintek wu'uk rica-rica
Rintek wu'uk rica-rica é uma versão do prato que é feita com base em carne de cachorro. O prato é geralmente chamado de "RW rica-rica" (abreviação de rintek wu'uk, que significa "cabelos finos" no dialeto de Minahasa) nos restaurantes indonésios, como um eufemismo para o nome original do prato, a fim de causar menos espanto quanto ao ingrediente principal. O crescente mercado de carne de cachorro na Indonésia causa grande polêmica entre grupos contrários ao consumo, tanto os grupos de defensores dos direitos dos animais e os de vegetarianos quanto aos que são apenas contra o uso da carne de animais tipicamente de estimação como alimento.
Boa parte do fluxo de compra e venda carne de cachorro se dá nos estratos sociais mais pobres: por conta da grande população de animais de rua no país, a carne de cachorros e gatos é muito mais barata do que vaca, frango ou peixe. Além disso, a criação de gatos e cachorros para abate exige menos espaço físico e menos dinheiro para alimentação e cuidados do que a criação de gado. No entanto, o consumo também tem crescido por conta do grande fluxo de turistas atraídos por experiências gastronômica "extremas", especialmente em Bali; estima-se que, só na ilha, aproximadamente cem mil cachorros sejam abatidos por ano com fins de consumo humano.

Além disso, não há legislação que regule a criação e abate dos animais e nem a venda da carne dos mesmos. Justamente por isso, boa parte dos restaurantes que vendem pratos feitos à base de cachorro e abatedouros cometem atos graves de violência contra os animais que seriam considerados crimes - a maioria esmagadora é esquartejada ainda viva. O mercado irregular de carne também colabora para a crescente epidemia de raiva entre a população de animais de rua na Indonésia, já que não há controle sobre os animais não-vacinados, tendo em vista que muitos são mantidos em cativeiro longe do conhecimento das agências reguladoras.

Pratos de rica-rica
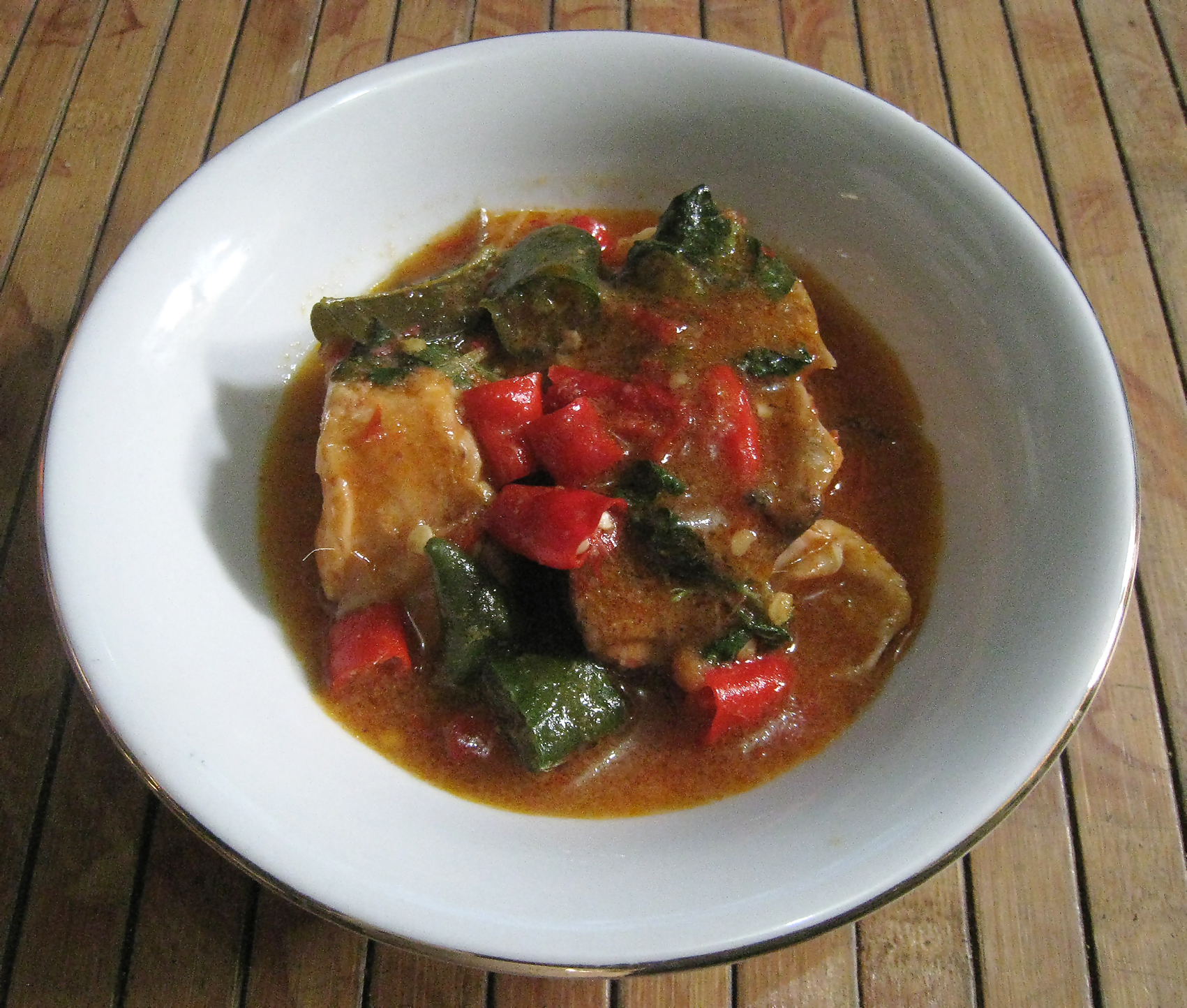
Ayam rica-rica (frango)
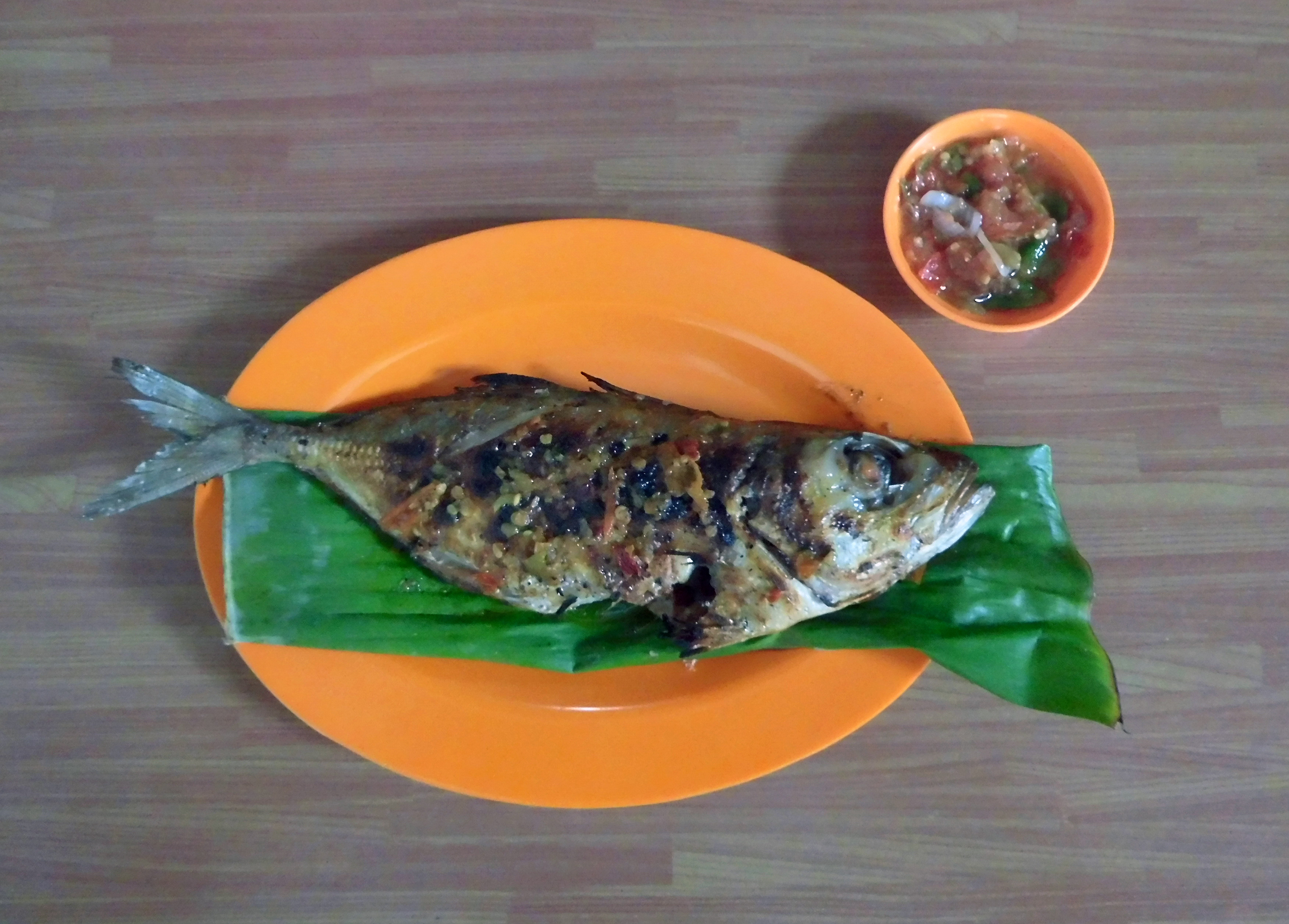
Cavala preparada com rica-rica
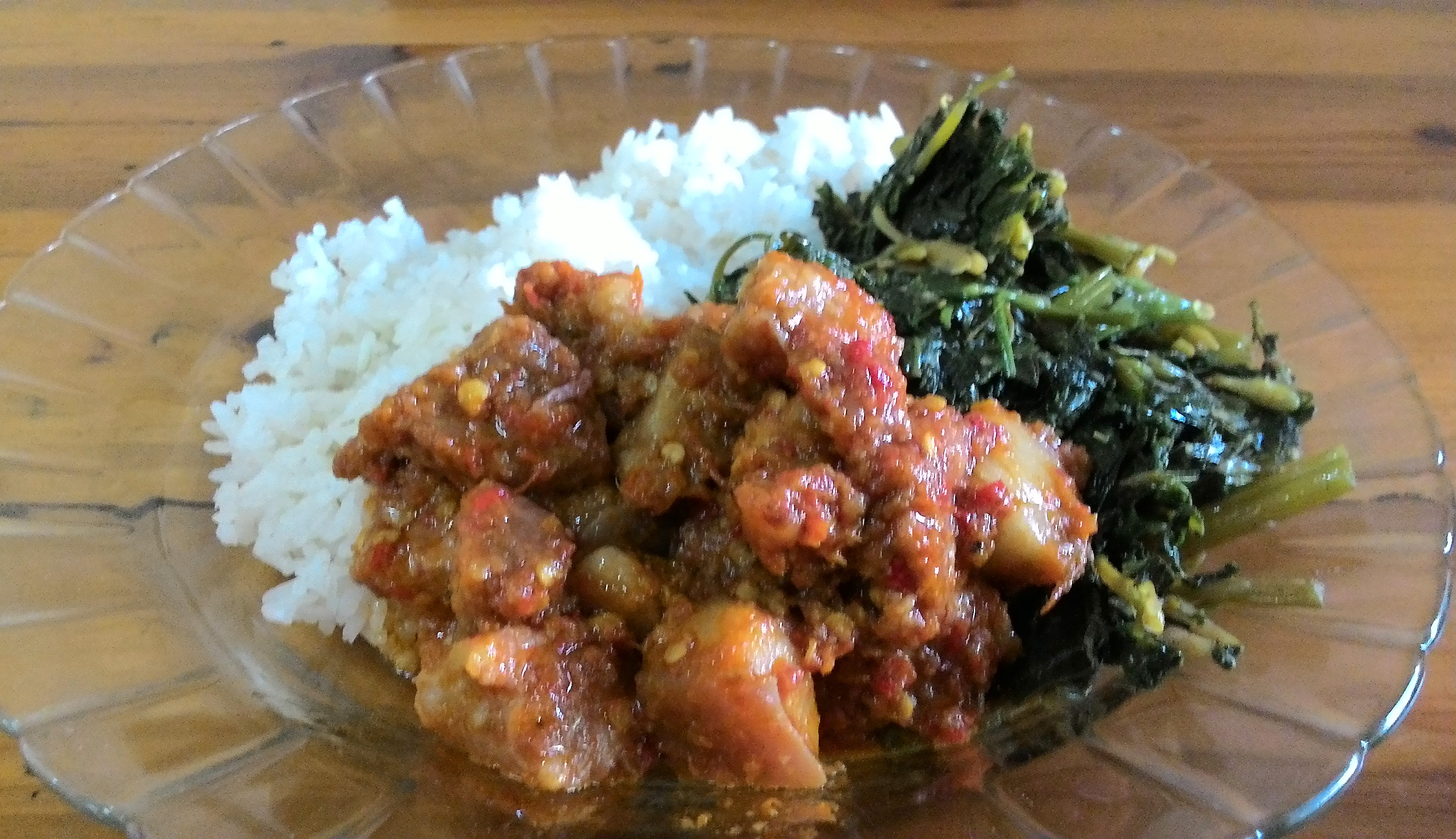
Rica-rica de carne suína